# Bitva u Cádizu (1656)
Bitva u Cádizu byla námořním střetem, k němuž došlo za anglo-španělské války. Válka probíhala v letech 1654 až 1660 a tato bitva se odehrála v roce 1656. Pro Španělsko šlo o těžkou porážku, anglická flota zničila nebo zajala pět jejich lodí vezoucích z Ameriky zlato, stříbro a další komodity.

## Příčiny
Po ukončení první anglo-nizozemské války obrátil Oliver Cromwell svou pozornost k tradičnímu nepříteli Anglie, ke Španělsku. Rozhodl vrátit se k taktice nepřetržitých útoků na španělské obchodní lodě. Tato taktika se Anglii osvědčila už v době panování Alžběty I.
V srpnu 1655 Robert Blake zablokoval přístav v Cádizu v naději, že se mu podaří překvapit španělskou flotu vezoucí poklady z Ameriky. Španělská flota se stále neobjevovala. Proto v říjnu 1655 anglická flota Cádiz opustila a odplula do Anglie. Vrátila se až v dubnu následujícího roku. Španělská flota během té doby už z Ameriky dorazila a zakotvila v Cádizu. Přístav byl proti útoku dobře chráněný. Robert Blake a Edward Montagu, velitelé anglické floty, se proto rozhodli plout nejprve do Tangeru, kde flota doplnila zásoby. Z Tangeru se flota přepravila do Lisabonu, aby podpořila ratifikaci smlouvy mezi Portugalskem a Anglií. Poté se Angličané opět vrátili k zablokování přístavu v Cádizu. Přístav anglická flota blokovala až do léta 1656, po celou dobu Španělé na anglické lodě neútočili a střetům se snažili vyhýbat. Angličané tak mohli bez obav napadat španělské přístavy nejen ve Španělsku ale i v severní Africe, včetně přístavu ve Vigu a Malaze, kde potopili devět španělských lodí. Deset ze čtyřiceti lodí anglické floty bylo v červenci odvoláno do Anglie, Dvacet dva lodí se následně znovu přesunulo do Lisabonu. Osm zbývajících plavidel pod vedením viceadmirála Richarda Staynera pokračovalo v blokádě cádizského přístavu.

## Střetnutí
Staynerova flota byla původně rozmístěna v Cádizském zálivu, ale bouře donutila lodě záliv opustit. Dne 8. září večer Angličané spatřili španělské loďstvo vracející se z Ameriky a vezoucí jako každý rok zlato, stříbro a další poklady. Španělská flota pod vedením Marcose del Puerto sestávala ze dvou galeon, tří lodí soukromých obchodníků, dvou ozbrojených nákladních lodí typu hulk a zajatého portugalského plavidla. Dva měsíce Španělé čekali v přístavu v Havaně na doprovod válečných lodí. Bohužel stále trvající blokáda Cádizu znemožnila doprovodným lodím opustit přístav.
V nastalé tmě Španělé zaměnili anglickou eskadru za skupinu rybářských člunů a zůstali klidní, nepokoušeli se o únik. Ráno 9. září 1656 tři anglické lodě na španělskou flotu zaútočily. Viceadmirál Stayner na palubě lodi Speaker zajal španělskou galeonu Jesus Maria San Jose, které velel Juan de Hoyos. Galeona vezla 45 tun stříbra, 700 beden indiga a 700 beden cukru. Loď Bridgewater, vedená kapitánem Anthonym Earningem, napadla druhou galeonu plující pod vedením viceadmirála Juana Rodrigueze Calderóna. Po dlouhotrvající bitvě se galeona potopila poté, co posádka loď před opuštěním zapálila. Přežilo pouze 90 členů posádky. Jednou z obětí byl i Francisco López de Zúñiga, 2. markýz z Baides, bývalý chilský guvernér. Zahynula také jeho manželka a dcera, jeho dva mladí synové byli zajati a uvězněni. Fregata Plymouth potopila jednu z obchodních lodí včetně nákladu 60 000 stříbrných španělských dolarů. Admirál John Harman, kapitán velící lodi Tredagh, zajal další obchodní loď i s jejím nákladem. Třetí obchodní loď najela na mělčinu. Španělský admirál Marcus del Puerto unikl s lodí San Francisco y San Diego do přístavu v Cádizu spolu s dalšími dvěma menšími plavidly. Výsledek bitvy byl pro Španělsko skutečnou pohromou. Angličané ukořistili zboží v hodnotě 1 milionu liber šterlinků a stříbro za 250 000 liber, další náklad za stovky tisíc liber skončil na dně oceánu.

## Zúčastněné lodě
Anglie
- Speaker, kapitán Richard Stayner
- Tredagh, kapitán John Harman
- Plymouth
- Bridgewater, kapitán Anthony Earning
- Diamond, kapitán Gilbert Gott
- 3 další lodě

Španělsko
- San Francisco y San Diego, vlajková loď, kapitán Marcus del Puerto, unikla
- San Francisco Javier, obchodní loď, kapitán Francisco de Esquivel, posádkou zapálena, explodovala
- Victoria, galeona, kapitán Juan Rodriguez Calderón, posádkou zapálena, potopena
- Jesus, Maria y Jose, galeona, kapitán Juan de Hoyos, zajata
- Profeta Elias, obchodní loď, kapitán Juan de la Torre, zajata
- Rosario, obchodní loď, kapitán José de Paredes, uvízla na mělčině
- Patache, kapitán José de Pimienta, unikla
- Zajatá portugalská obchodní loď, unikla